# Drag Race Belgique
Drag Race Belgique (eng. Drag Race Belgium) belgijska je natjecateljska reality emisija temeljena na američkoj emisiji RuPaul's Drag Race. Emisija prati belgijske drag kraljice koje se kroz razne izazove natječu za novčanu nagradu i titulu pobjednice. Prikazuje se od 16. veljače 2023. godine na kanalu Tipik u Belgiji te na usluzi WOW Presents Plus u Hrvatskoj i ostatku svijeta.
Drag Race Belgique po redu je jedanaesta međunarodna emisija iz serijala Drag Race, te šesta europska inačica nakon britanske, nizozemske, talijanske, španjolske i francuske inačice.

## Produkcija
Natjecatelji prve sezone bili su predstavljeni 25. siječnja 2023. godine. Sezona se prikazivala od 16. veljače do 6. travnja iste godine. Pobjedu je odnijela Drag Couenne, nakon što je kroz sezonu jedina pobijedila tri glavna tjedna izazova.
Devetero kandidata druge sezone bilo je predstavljeno 16. siječnja 2024. godine. Pobjednicom sezone bila je proglašena Alvilda.

### Format
Emisija slijedi identičan format kao i ostale emisije iz serijala Drag Race. Pred natjecatelje se svake sezone stavljaju određeni izazovi koji testiraju njihove glumačke, pjevačke, dizajnerske i ostale sposobnosti. Žiri svakoga tjedna na temelju izvedbe u izazovu bira tjednog pobjednika, a dva najlošija natjecatelja stupaju u lipsync dvoboj (eng. Lipsync For Your Life) nakon kojega jedan od njih bude eliminiran. Na kraju sezone bira se pobjednik koji osvaja novčanu nagradu i titulu „sljedeće belgijske drag superzvijezde.”

### Suci
Emisiju vodi Rita Baga, kanadska drag kraljica iz Montreala koja se prethodno natjecala u prvoj sezoni kanadske inačice emisije pod imenom Canada's Drag Race. Uz nju su na sudačkom panelu glazbenici Lufy i Mustii, a od druge sezone Lufy zamjenjuje Lio. U većini epizoda emisije pojavljuju se i gostujući suci. 

### Natjecatelji
U emisiji se do sada kroz dvije sezone natjecalo 19 drag kraljica. 

## Pregled emisije
| Sezona | Sezona | Epizode | Epizode | Originalno emitiranje | Originalno emitiranje | Broj natjecatelja | Pobjednica   | Pratilja          | Miss Congeniality |
| Sezona | Sezona | Epizode | Epizode | Premijera             | Finale                | Broj natjecatelja | Pobjednica   | Pratilja          | Miss Congeniality |
| ------ | ------ | ------- | ------- | --------------------- | --------------------- | ----------------- | ------------ | ----------------- | ----------------- |
|        | 1.     | 8       | 8       | 16. veljače 2023.     | 6. travnja 2023.      | 10                | Drag Couenne | Athena Sorgelikis | Valenciaga        |
|        | 2.     | 8       | 8       | 1. veljače 2024.      | 21. ožujka 2024.      | 9                 | Alvilda      | La Veuve          | Star              |

### Popis epizoda

#### Prva sezona (2023.)
| Br. u seriji | Br. u sezoni | Naslov                           | Pobjeda           | Eliminacija             | Nadnevak prikazivanja |
| ------------ | ------------ | -------------------------------- | ----------------- | ----------------------- | --------------------- |
| 1.           | 1.           | "Bonjour Iedereen"               | Athena Sorgelikis | Brittany Von Bottoks    | 16. veljače 2023.     |
| 2.           | 2.           | "Les incontournables"            | Drag Couenne      | Amanda Tears            | 23. veljače 2023.     |
| 3.           | 3.           | "Festival Realness"              | Susan             | Edna Sorgelsen          | 2. ožujka 2023.       |
| 4.           | 4.           | "L'émission qui vous déshabille" | Drag Couenne      | Mocca Bone              | 9. ožujka 2023.       |
| 5.           | 5.           | "Snatch Game"                    | Mademoiselle Boop | Valenciaga              | 16. ožujka 2023.      |
| 6.           | 6.           | "A deux c’est mieu!"             | Athena Sorgelikis | Peach                   | 23. ožujka 2023.      |
| 7.           | 7.           | "Discour de reine"               | Drag Couenne      | Mademoiselle Boop       | 30. ožujka 2023.      |
| 8.           | 8.           | "Grande Finale"                  | Drag Couenne      | Athena Sorgelikis Susan | 6. travnja 2023.      |

#### Druga sezona (2024.)
| Br. u seriji | Br. u sezoni | Naslov                     | Pobjeda       | Eliminacija                    | Nadnevak prikazivanja |
| ------------ | ------------ | -------------------------- | ------------- | ------------------------------ | --------------------- |
| 9.           | 1.           | "De Retour!"               | La Veuve      | —                              | 1. veljače 2024.      |
| 10.          | 2.           | "Drag-en-Ciel"             | Loulou Velvet | Sarah Logan                    | 8. veljače 2024.      |
| 11.          | 3.           | "Jawadde Dadde"            | Alvilda       | Madame Yoko                    | 15. veljače 2024.     |
| 12.          | 4.           | "Masquerade"               | Alvilda       | Morphae                        | 22. veljače 2024.     |
| 13.          | 5.           | "Snatch Game"              | Chloe Clarke  | Star                           | 29. veljače 2024.     |
| 14.          | 6.           | "Le Crime du Drag Express" | La Veuve      | Chloe Clarke                   | 7. ožujka 2024.       |
| 15.          | 7.           | "Gift Packages"            | La Veuve      | —                              | 14. ožujka 2024.      |
| 16.          | 8.           | "Grand Finale"             | Alvilda       | La Veuve Loulou Velvet Gabanna | 21. ožujka 2024.      |